# ラーチャティンナナーム
ラーチャティンナナーム（ราชทินนาม）はタイの官位制度・バンダーサックの下に付ける名前で通常王から下賜されるものであるから欽錫名と慣用される。歴代の王の官吏時代の名前や、タイ国の過去の総理・ピブーン・ソンクラームなどもそれ。また山田長政のタイでの名前オークヤー・セナーピムックのセーナーピムックも欽錫名である。
この欽錫名は役職によって固定されている。たとえばターク県の知事はタークという欽錫名が与えられた（チャオプラヤー・ターク、後のトンブリー王など）。であるから、その役人が役目を終え次の役職に移るか、剥奪されるかしない限り、退職してもそのまま名乗ることができた。そのため、同じ欽錫名の役人がいたことも多い。その場合後ろに本名を添える。

ただし、ピブーンソンクラームなどは本名のプレークを欽錫名の前に冠して使っていたと言うことも付記して置かねばなるまい。これは彼が欽賜名をいったん返上し、その後に改姓してピブーンソンクラームをふたたび（名字として）使用したからだが、そうした手続きも認められていた。